# Santa Cristina de la Polvorosa (kommunhuvudort)
Santa Cristina de la Polvorosa är en kommunhuvudort i Spanien.   Den ligger i provinsen Provincia de Zamora och regionen Kastilien och Leon, i den nordvästra delen av landet, 240 km nordväst om huvudstaden Madrid. Santa Cristina de la Polvorosa ligger 709 meter över havet och antalet invånare är 1 213.
Terrängen runt Santa Cristina de la Polvorosa är platt. Runt Santa Cristina de la Polvorosa är det glesbefolkat, med 15 invånare per kvadratkilometer. Närmaste större samhälle är Benavente, 2,9 km öster om Santa Cristina de la Polvorosa. Trakten runt Santa Cristina de la Polvorosa består till största delen av jordbruksmark.